# Авансцена
Авансце́на (фр. avant-scène) — передняя часть сцены-коробки. Занимает пространство, равное по ширине портальной арке, от красной линии сцены до рампы.
В качестве игровой площадки авансцена широко использовалась в оперных и балетных спектаклях. В драматических театрах авансцена служит основным местом действия для небольших сцен перед закрытым занавесом, которые связывают основные картины спектакля. Некоторые режиссёры выносят на авансцену основное действие, расширяя таким образом сценическую площадку за пределы портальной арки.
Согласно «Энциклопедическому словарю Брокгауза и Ефрона», авансцена означает переднюю, ближайшую к публике часть сцены. Начинаясь от самых стен просцениума, авансцена идет до первой кулисы, заключая в себе рампу и суфлёрское место.